# Ubiquitine

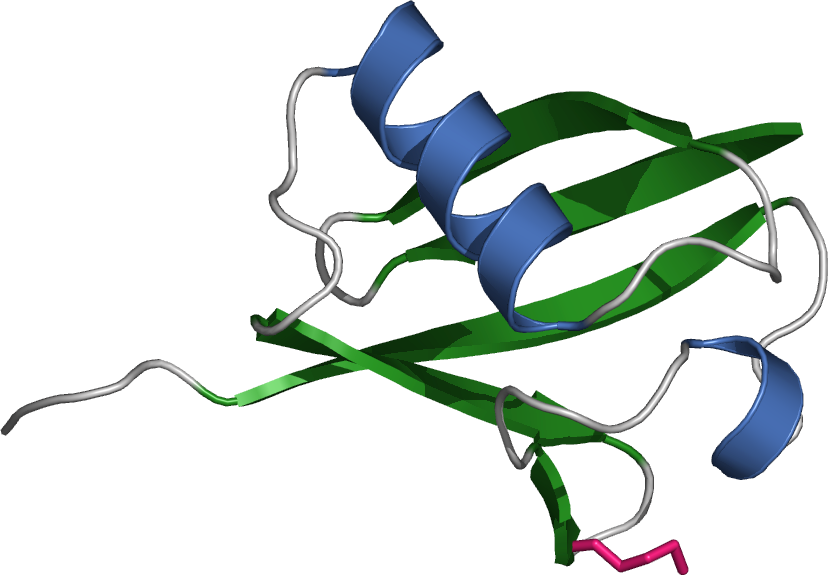
Gestileerd model van ubiquitine

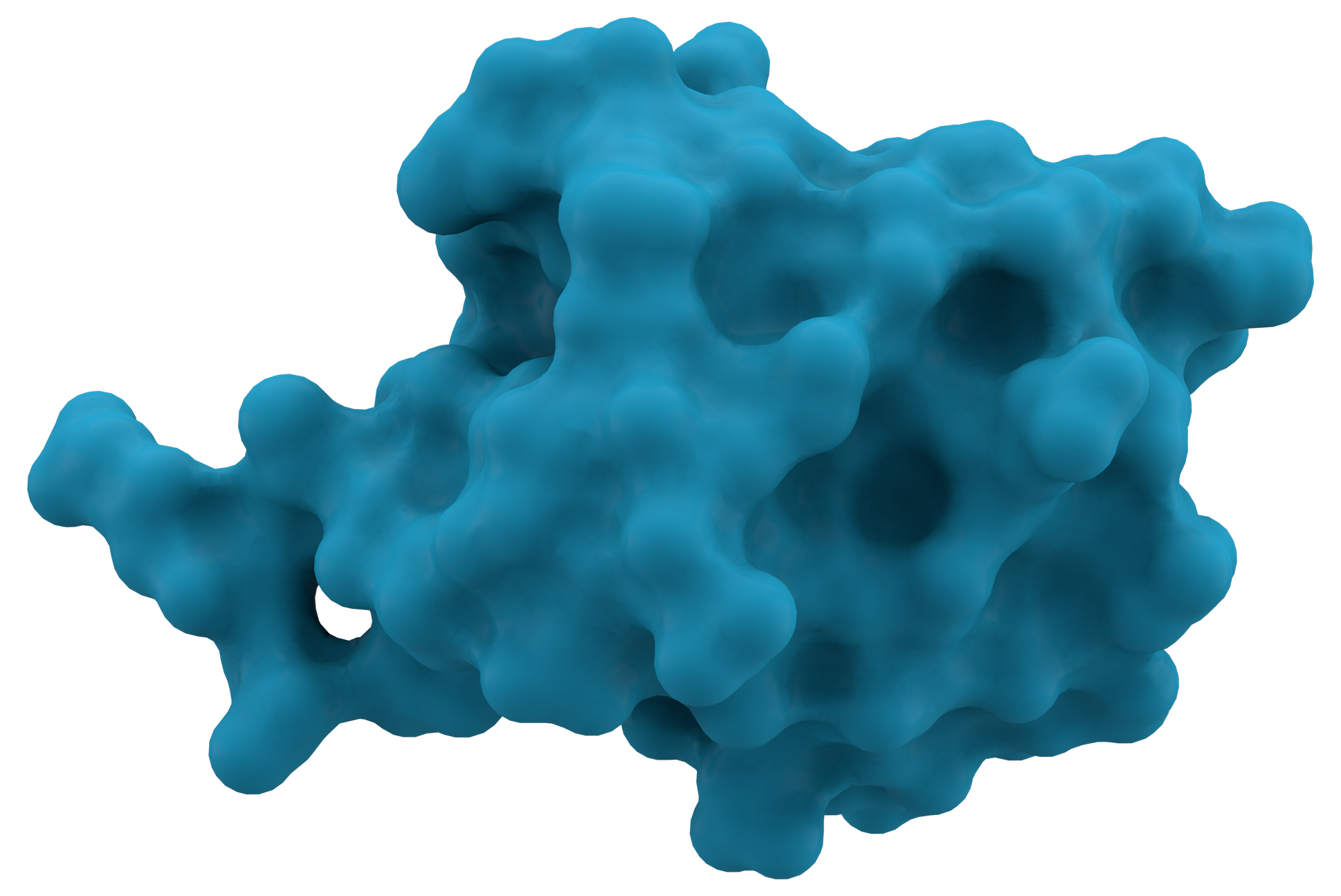
Oppervlaktestructuur van ubiquitine.

Ubiquitine is een klein regulerend proteïne dat in bijna alle weefsels voorkomt van eukaryoten. Het stuurt proteïnen naar verschillende compartimenten in de cel, inclusief het proteasoom dat proteïnen afbreekt en hergebruikt. Het proteïne verandert de eigenschappen van andere eiwitten waaraan het zich reversibel bindt. Afhankelijk van het aantal gebonden ubiquitine-moleculen en de aard van de bindingen worden de eiwitten in de cel naar specifieke locaties getransporteerd en de halfwaardetijd van de eiwitten bepaald. Het systeem van ubiquitine voert verkeerd gevouwen eiwitten af naar het proteasoom waar ze afgebroken worden. Tevens is ubiquitine betrokken bij de signaaltransductie en de celcyclus. Het is betrokken bij de posttranslationele modificatie. Enkele onderzoeken wijzen uit dat ook de evolutionair oudere prokaryoten een soortgelijk eiwit bezitten.
Aaron Ciechanover, Avram Hershko en Irwin Rose ontvingen in 2004 de Nobelprijs voor de Scheikunde voor hun werk aan ubiquitine.

## Structuur
Ubiquitine bestaat uit 76 aminozuren en heeft een molecuulmassa van 8,5 kiloDalton. De opbouw is gedurende de evolutie weinig veranderd; de verschillen tussen het eiwit bij mensen en bij de eencelligen bestaan uit drie van de 76 aminozuren.